# Ronde van Frankrijk 2012/Proloog
De proloog van de Ronde van Frankrijk 2012 werd verreden worden op 30 juni 2012 over een afstand van 6,1 kilometer in de Belgische stad Luik. De proloog is identiek aan die van de Ronde van Frankrijk 2004. Net als in 2004 werd ook ditmaal de proloog gewonnen door de Zwitser Fabian Cancellara.

## Parcours

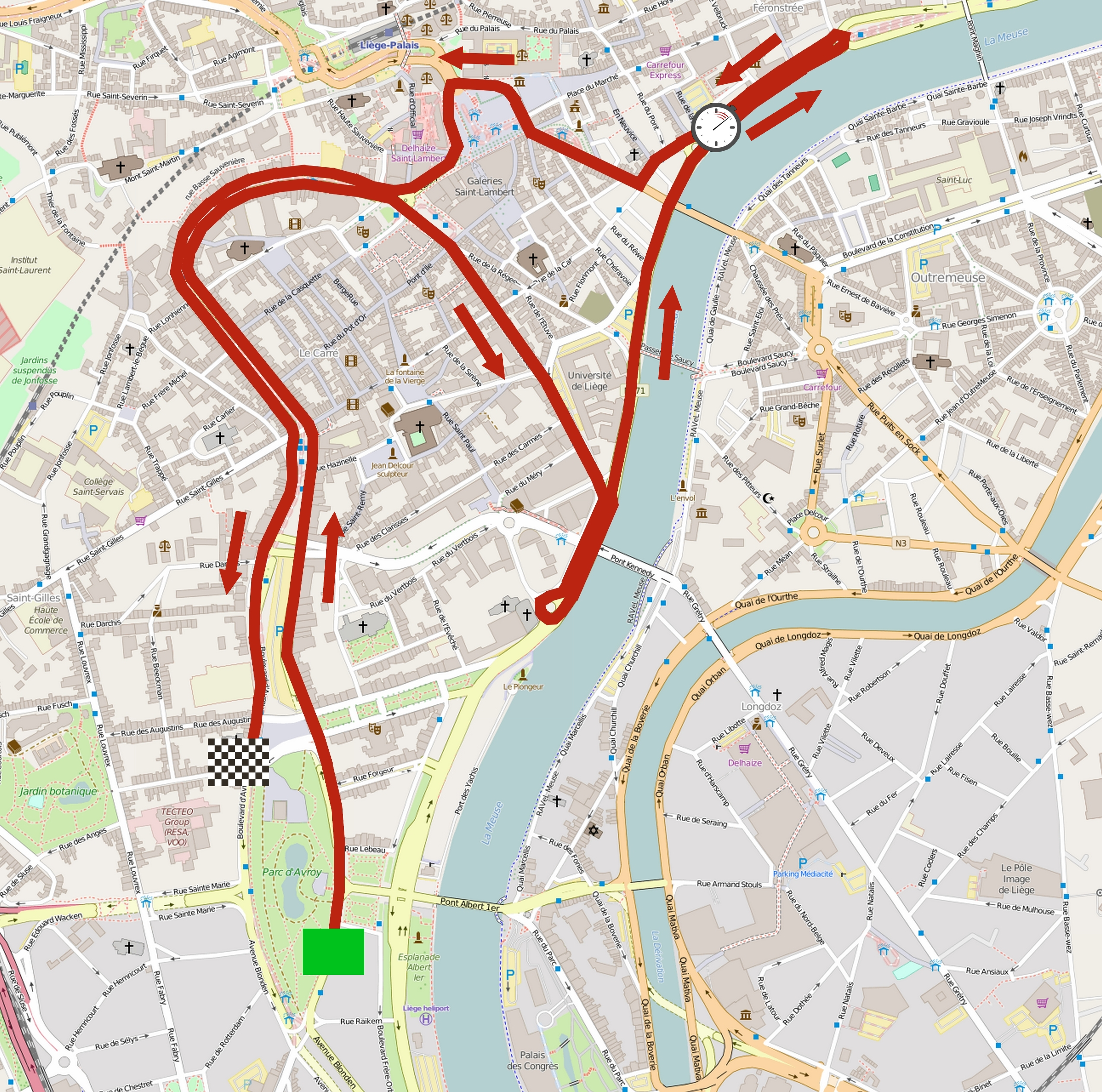

Het startpodium was geplaatst op de Avenue Rogier, nabij het Parc d'Avroy. De renners reden vervolgens langs de Universiteit naar de Maas om vervolgens via de Place Saint-Lambert terug te keren naar het Parc d'Avroy. De tussentijd werd gemeten na 3,1 kilometer op de Quai de la Goffe aan de Maas.

## Verloop
Sylvain Chavanel bleef lange tijd op het uitslagenbord als eerste. Ook Philippe Gilbert, die een behoorlijke tijd reed, moest hem laten voorgaan. Tony Martin, regerend wereldkampioen tijdrijden kon zich wegens lekke band niet laten gelden. Bradley Wiggins leek aanvankelijk niet in goeden doen, maar na het tussenpunt deed hij een remonte en kwam aan net onder de tijd van Chavanel. Maar uiteindelijk was het toch Fabian Cancellara die iedereen in de vernieling reed en met zeven seconden onder de tijd van Wiggins bleef. Hij kwam in het bezit van de gele trui, die hij nog zes dagen zou behouden.

## Uitslagen
| Proloog Luik (6,4 km) |                      |                        |       |
| Plaats                | Naam                 | Ploeg                  | Tijd  |
| Winnaar               | Fabian Cancellara    | RadioShack-Nissan-Trek | 7'13" |
| 2                     | Bradley Wiggins      | Sky ProCycling         | + 7"  |
| 3                     | Sylvain Chavanel     | Omega Pharma-Quickstep | z.t.  |
| 4                     | Tejay van Garderen   | BMC Racing Team        | + 10" |
| 5                     | Edvald Boasson Hagen | Sky ProCycling         | + 11" |
| 6                     | Brett Lancaster      | Orica-GreenEdge        | z.t.  |
| 7                     | Patrick Gretsch      | Argos-Shimano          | + 12" |
| 8                     | Denis Mensjov        | Team Katjoesja         | + 13" |
| 9                     | Philippe Gilbert     | BMC Racing Team        | z.t.  |
| 10                    | Andrij Grivko        | Astana Pro Team        | + 15" |
|                       |                      |                        |       |
| 24                    | Lieuwe Westra        | Vacansoleil-DCM        | + 20" |

## Klassementen
| Algemeen Klassement |                      |                        |       |
| Plaats              | Naam                 | Ploeg                  | Tijd  |
| Gele trui           | Fabian Cancellara    | RadioShack-Nissan-Trek | 7'13" |
| 2                   | Bradley Wiggins      | Sky ProCycling         | + 7"  |
| 3                   | Sylvain Chavanel     | Omega Pharma-Quickstep | z.t.  |
| 4                   | Tejay van Garderen   | BMC Racing Team        | + 10" |
| 5                   | Edvald Boasson Hagen | Sky ProCycling         | + 11" |
| 6                   | Brett Lancaster      | Orica-GreenEdge        | z.t.  |
| 7                   | Patrick Gretsch      | Argos-Shimano          | + 12" |
| 8                   | Denis Mensjov        | Team Katjoesja         | + 13" |
| 9                   | Philippe Gilbert     | BMC Racing Team        | z.t.  |
| 10                  | Andrij Grivko        | Astana Pro Team        | + 15" |
|                     |                      |                        |       |
| 24                  | Lieuwe Westra        | Vacansoleil-DCM        | + 20" |

| Ploegenklassement |                        |        |
| Plaats            | Ploeg                  | Tijd   |
|                   | Sky ProCycling         | 22'13" |
| 2                 | RadioShack-Nissan-Trek | + 4"   |
| 3                 | BMC Racing Team        | + 6"   |
| 4                 | Omega Pharma-Quickstep | + 13"  |
| 5                 | Orica-GreenEdge        | + 19"  |
| 6                 | Team Garmin-Sharp      | + 23"  |
| 7                 | Argos-Shimano          | + 26"  |
| 8                 | Astana Pro Team        | + 29"  |
| 9                 | Liquigas-Cannondale    | + 30"  |
| 10                | FDJ-BigMat             | + 33"  |

## Nevenklassementen
Er werden in de proloog geen punten uitgereikt voor het bergklassement. Deze trui werd wel om de schouders van Cancellara gedaan.
| Puntenklassement |                   |                        |        |
| Plaats           | Naam              | Ploeg                  | Punten |
| Groene trui      | Fabian Cancellara | RadioShack-Nissan-Trek | 20     |
| 2                | Bradley Wiggins   | Sky ProCycling         | 17     |
| 3                | Sylvain Chavanel  | Omega Pharma-Quickstep | 15     |
|                  |                   |                        |        |
| 9                | Philippe Gilbert  | BMC Racing Team        | 7      |

| Jongerenklassement |                      |                             |       |
| Plaats             | Naam                 | Ploeg                       | Tijd  |
| Witte trui         | Tejay van Garderen   | BMC Racing Team             | 7'23" |
| 2                  | Edvald Boasson Hagen | Sky ProCycling              | + 1"  |
| 3                  | Patrick Gretsch      | Argos-Shimano               | + 2"  |
|                    |                      |                             |       |
| 7                  | Wout Poels           | Vacansoleil-DCM             | + 14" |
| 13                 | Jan Ghyselinck       | Cofidis, le crédit en ligne | + 21" |